# Makrostan
Makrostan – stan makroskopowy układu, określony parametrami makroskopowymi takimi jak temperatura, ciśnienie, objętość itp.
Każdy stan makroskopowy może być realizowany przez wiele różnych mikrostanów układu. Dla układów o stałej energii wewnętrznej (zespół mikrokanoniczny) wszystkie mikrostany realizujące możliwe makrostany są jednakowo prawdopodobne. Na przykład, n nierozróżnianych cząstek można ustawić w szereg na n! = 1·2·3·4·...·n sposobów, które są mikrostanami. Każdemu z tych sposobów odpowiada ten sam makrostan układu.